# Kap Bird
Das Kap Bird ist die nördliche Landspitze auf der durch den Mount Bird dominierten Halbinsel im nordwestlichen Teil der antarktischen Ross-Insel.
Entdeckt wurde das Kap im Jahr 1841 während der britischen Antarktisexpedition (1839–1843) unter der Leitung von James Clark Ross, der es nach Leutnant Edward Joseph Bird (1798–1881) von der Erebus, einem der beiden Schiffe der Expedition, benannte.